# Project Pitchfork
Project Pitchfork är en synthrock/darkwave-grupp från Hamburg, Tyskland. Gruppen bildades 1989.

## Medlemmar

### Nuvarande medlemmar
- Peter Spilles – sång (1989–)
- Dirk Scheuber – keyboard (1989–)
- Jürgen Jansen – keyboard (1996–)
- Achim Färber – trummor (1999–)

### Tidigare medlemmar
- Patricia Nigiani – bakgrundssång, keyboard (1992–1994)
- Markus Giltjes – trummor (1995)
- Yenz Schrader – trummor, gitarr (1998)
- Carsten Klatte – gitarr (1999–2011)

## Diskografi

### Studioalbum
- Dhyani (1991)
- Lam-'Bras (1992)
- Entities (1992)
- IO (1994)
- Alpha Omega (1995)
- ¡Chakra:Red! (1997)
- Eon:Eon (1998)
- Daimonion (2001)
- Inferno (2002)
- Kaskade (2005)
- Dream, Tiresias! (2009)
- Continuum Ride (2010)
- Quantum Mechanics (2011)
- Black (2013)
- Blood (2014)
- Look Up, I'm Down There (2016)
- Akkretion (2018)
- Fragment (2018)

### EPs
- Precious New World (1991)
- Psychic Torture (1991)
- Souls/Island (1993)
- Little IO (1994)
- CH'I (1995)
- Corps D'Amour (1995)
- Trialog (2002)
- View From a Throne (2002)
- Wonderland/One Million Faces (2007)

### Livealbum
- Live '97 (1997)
- Live 2003/2001 (2003)

### Singlar
- "Carrion" (1993)
- "Renascence" (1994)
- "En Garde!" (1996)
- "Carnival" (1998)
- "Steelrose" (1998)
- "I Live Your Dream" (1999)
- "Existence" (2001)
- "Timekiller" (2001)
- "Awakening" (2002)
- "Schall Und Rauch/The Future Is Now" (2005)
- "Earth Song" (feat. Sara Noxx) (2008)
- "Feel!" (2009)
- "Beholder" (2010)
- "Lament" (2011)
- "Rain" (2013)

### Samlingsalbum
- The Early Years (89–93) (1996)
- Collector: Lost and Found (2001)
- NUN Trilogy (2002)
- Collector: Fireworks & Colorchange (2003)
- First Anthology (2011)
- Second Anthology (2016)

### Video
- Va I Luce (1992)
- Entities Tour (1993)
- Glowing Like Io – Live Performance (1994)
- Alpha Omega – Live (1995)
- Live '99 (1999)
- Collector – Adapted for the Screen (2002)
- Live 2003 (2004)